# Богачов Олег Олексійович
Оле́г Олексі́йович Богачо́в (позивний «Ківі»; 14 березня 1992, м. Київ — 13 квітня 2015, с. Піски, Ясинуватський район, Донецька область, Україна) — вояк Добровольчого батальйону «ОУН», учасник російсько-української війни.

## Життєпис
Народився 14 березня 1992 року в Києві. Був найменшим серед трьох братів. Навчався в училищі та коледжі при торговельно-економічному університеті. У тому ж університеті отримав диплом бакалавра.
Був активістом патріотичної організації «Чорний комітет». Брав активну участь в Революції гідності.
Загинув 13 квітня 2015 року в бою біля с. Піски. Того ранку бійці прийняли бій, але відчули значну перевагу сил противника і почали відступати. Олег відстрілювався до останнього, щоб врятувати побратимів та дати їм змогу вивести поранених. Там і дістав смертельне поранення.
Похований у Києві на Лісовому кладовищі.
На вшанування пам'яті Олега Богачова 14 березня 2019 року відкрито пам'ятну дошку на фасаді спеціалізованої загальноосвітньої школи № 274, де він навчався.

## Нагороди
- Указом Президента України № 98/2018 від 6 квітня 2018 року, «за особисту мужність і самовіддані дії, виявлені у захисті державного суверенітету та територіальної цілісності України, зразкове виконання військового обов'язку», нагороджений орденом «За мужність» III ступеня (посмертно)[6]
- Нагороджений медаллю ВГО «Країна» «Доброволець АТО» (2020, посмертно)[7]
- Наказом керівництва батальйону ОУН № 19 від 02 серпня 2016 року нагороджений орденом «Лицарський хрест ОУН»
- Указом Патріарха Київського і всієї Руси-України Філарета № 3669 від 12 червня 2015 року нагороджений медаллю «за жертовність і любов до України»
- Громадою міста Києва відзнакою «Герой киянин»
- Громадською відзнакою «За участь у визвольній боротьбі»